# Корри, Адриенн
Адрие́нн Корри (англ. Adrienne Corri; 13 ноября 1930 — 13 марта 2016) — англо-итальянская актриса.

## Биография
Адриенн Корри родилась 13 ноября 1930 года в Глазго. Мать — Олив Сметерст, отец — Луиджи Риккобони, гражданин Италии, в 1930-х годах управлял одним из отелей в Калландере, графство Пертшир. У неё был один брат.
Несмотря на наличие значительных ролей во многих фильмах, Адриенн Корри получила известность лишь как исполнительница роли миссис Александр, подвергшейся сексуальному насилию жены писателя Фрэнка Александра в антиутопическом фильме Стэнли Кубрика «Заводной апельсин».
Умерла 13 марта 2016 года.

## Фильмография
- 1951 — Река / The River — Валери
- 1954 — Дьяволица с Марса / Devil Girl from Mars — бармен в гостинице
- 1967 — Королева викингов / The Viking Queen — Беатрис
- 1971 — Заводной апельсин / A Clockwork Orange — миссис Александр